# Marius Monnikendam

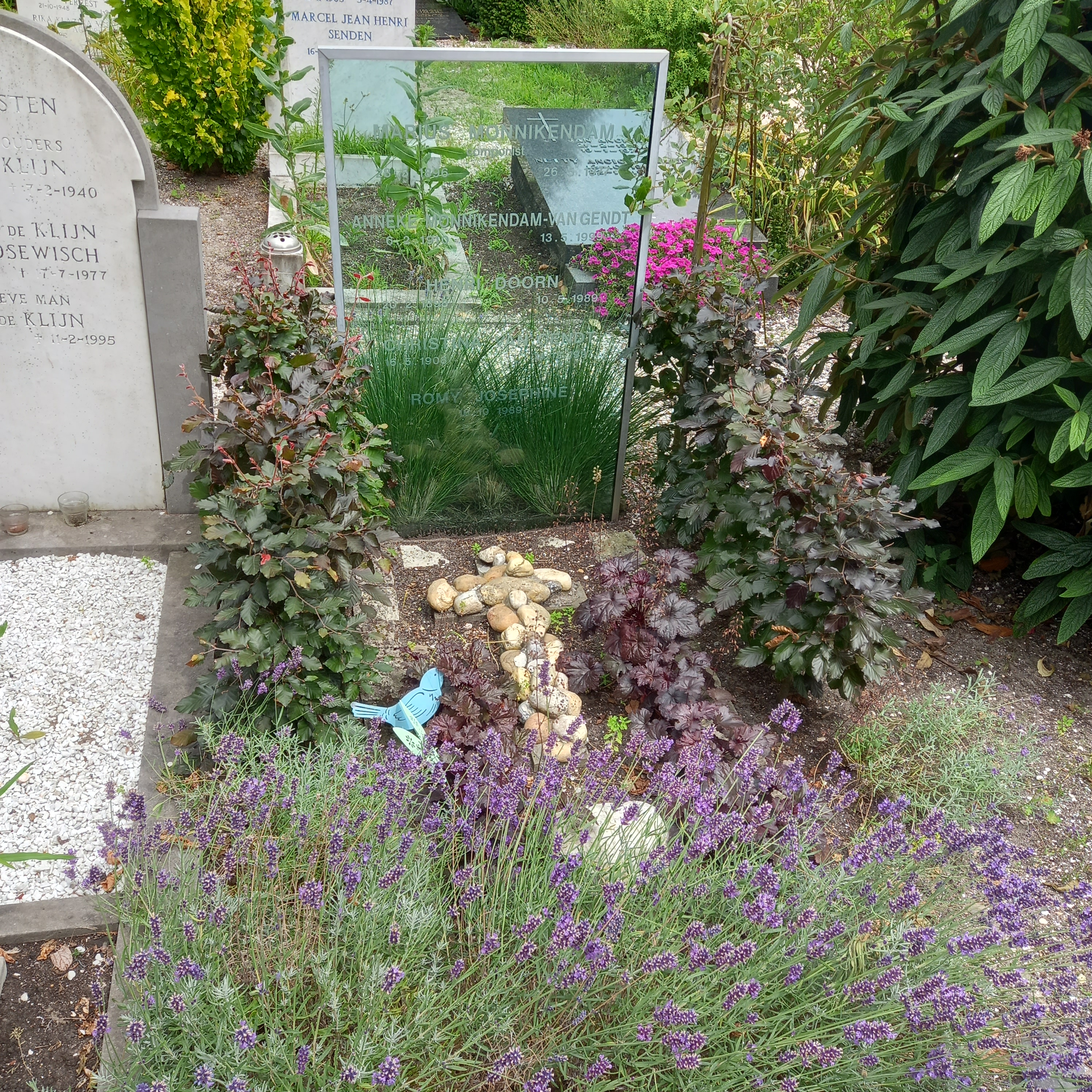
Het graf van Marius Monnikendam en zijn echtgenote Anna Maria Anthonia (Anneke) van Gendt in gezinsgraf op Begraafplaats Sint Petrus Banden in Den Haag

Marinus Adrianus (Marius) Monnikendam (Haarlem, 28 mei 1896 - Heerlen, 22 mei 1977) was een Nederlands componist, organist en schrijver over muziek.

## Levensloop
Hij was zoon van diamantbewerker Juda Monnikendam en Catharina Cornelia Bierboom.
Als kind woonde hij tegenover een kerk met een mooi Cavaillé Collorgel, dat hij dikwijls ging beluisteren en dat zijn klankvoorstellingen als orgelcomponist blijvend heeft beïnvloed. Op 11-jarige leeftijd ging hij naar het kostschool-gymnasium van de Paters Monfortanen te Schimmert, waar slechts een harmonium was, waar wel heel veel Bach op werd gespeeld, wat voor hem een nieuwe openbaring was.
Monnikendam ging studeren aan het Amsterdamsch Conservatorium bij Sem Dresden en Jean-Baptiste de Pauw. In 1925 kon hij dankzij een beurs van de staat compositie studeren aan de Schola Cantorum de Paris bij Vincent d'Indy en Louis Aubert. Daarna werd hij docent aan het Rotterdams Conservatorium en het Amsterdams Muzieklyceum. In 1932 stapte hij over naar het Rotterdamse katholieke dagblad De Maasbode, waarvan hij muziekredacteur was tot in de vroege jaren zestig, ook nog na de fusie met De Tijd. Daarnaast was hij actief als componist van religieuze en profane werken. Marius Monnikendam schreef vele artikelen en boeken over muziek, waaronder biografieën van Igor Stravinsky en César Franck in de Gottmer-componistenreeks.
In 1933 huwde hij Anna Maria Anthonia van Gendt; zoon Vincent Monnikendam werd bekend documentairemaker. Marius Monnikendam ontving de Vergulde medaille van de Société Académique Arts-Sciences-Lettres, was Officier d’Académie in de Franse Ordre des Palmes Académiques, Ridder in de Orde van Sint-Gregorius de Grote en Ridder in de Orde van Oranje-Nassau. Hij overleed tijdens de terugreis van Bonn, waar hij concert hield met Haga Cantare naar Den Haag. Tijdens de overstap op Station Heerlen zakte hij in elkaar als gevolg van een hartinfarct.

## Componist
Monnikendam schreef het merendeel van zijn werken ‘in opdracht’. Het gaf hem voldoening dat hij als componist tegemoet kon treden aan wensen. Het woord ‘gelegenheidswerk’ had voor hem geen denigrerende betekenis. In het kader van de bloeiende jeugdbeweging van de jaren dertig van de 20ste eeuw schreef hij veel volksliedbewerkingen en tweestemmige zettingen van de polyfone Vlaamse scholen, zowel voor vocaal als voor instrumentaal gebruik. De Katholieke Jeugd Centrale deed nooit een vergeefs beroep op Monnikendam. Hij was te allen tijde bereid voor speciale gelegenheden iets te schrijven, vooral als het voor jongeren was bedoeld. In het juryrapport van de Sem Dresdenprijs, uitgereikt aan Monnikendam in 1973, stond dan ook dat hij bij het componeren de uitvoerbaarheid van zijn muziek door amateurs van meet af aan in gedachten had. Monnikendam heeft gedurende zijn gehele leven getracht de kloof die is ontstaan tussen de scheppend kunstenaar en de liefhebber zoveel mogelijk te overbruggen.
Het leeuwendeel van Monnikendams oeuvre ligt op het koorgebied, omdat daar het amateuristische met de professionele muziekbeoefening kan samengaan. Monnikendam heeft geen liederen geschreven en geen kamermuziek. Hij brengt de menselijke stem altijd in verband met koorzang, koorklank en meerstemmigheid. De teksten die hij voor zijn koorwerken uitkoos zijn allen diep geworteld in de traditie van het christendom. Zo heeft hij drie maal het Te Deum verklankt, tweemaal het Magnificat en heeft hij op instrumentaal gebied voornamelijk voor orgel geschreven.
De muziek van Monnikendam heeft de neiging tot monumentaliteit. Al zijn werken gaan uit van een ritmisch kernmotief dat uitgewerkt wordt tot een grootse climax. Juist een bezetting voor koor en orkest leent zich hier uitstekend voor. Zo’n schrijfwijze waarin een ritmisch of een melodisch motief een belangrijk uitgangspunt vormt, geeft de indruk dat de muziek zich als het ware uit zichzelf ontwikkelt, wat in zekere zin ook het geval is.

### Kerkcomponist
De Missa Nova uit 1928 werd in Frankfurt am Main op het congres van de Internationale Gesellschaft für Erneuerung der Kirchenmusik afgewezen als te experimenteel. Monnikendam schreef zijn tweede mis in 1945, de tweestemmige Missa Parvulorum voor twee kinderkoren, orgel en volkszang. In 1954 verscheen zijn Missa Festiva voor gemengd koor, orgel, twee trompetten en twee trombones. De mis werd een succes en werd in verscheidene kathedralen in het buitenland, waaronder Brussel, uitgevoerd.
Een werk, dat niet voor liturgisch gebruik is geschreven, maar wel voor kerkelijke uitvoering is gedacht, is Via Sacra uit 1969 voor kinderkoor, gemengd koor, declamatie, orgel, slagwerk (trommen, xylofoon, woodblock, bekkens en gong) en lichtbeelden. Het stuk is geschreven voor de Passietijd en is bedoeld als alternatief voor de kruiswegstaties, een in de katholieke kerken nagenoeg in onbruik geraakte devotie waarin de op de muren afgebeelde momenten uit Christus’ lijdensweg tijdens een rondgang bij elke statie een overweging in acht wordt genomen. De Via Sacra heeft een oecumenische strekking en kan dan ook in Protestantse kerken en kerken van een andere confessie worden uitgevoerd. De lichtbeelden, geprojecteerd op een groot filmscherm, zijn expressionistische passietekeningen van Aad de Haas.
De Via Sacra is sinds 1970 verscheidene keren uitgevoerd in Den Haag, Amsterdam, Oldenzaal en Brussel. Ook in Amerika werd het stuk – vertaald in het Engels – uitgevoerd.

### Orgelcomponist
Het orgel neemt in het oeuvre van Monnikendam een belangrijke plaats in. Zijn eerste orgelwerk, Toccata (1936) opgedragen aan maître Charles Tournemire, trok de aandacht door de strakke voortgang van de motieven, een schrijfwijze die neobarok genoemd zou kunnen worden. Het werk is tot in de 21e eeuw een vaak gespeeld werk tijdens orgelbespelingen. Ook zijn er diverse cd opnames van waaronder enkele Engelse opnames.
In 1938 werd het Orgelconcert van Monnikendam uitgevoerd in het Concertgebouw te Amsterdam. In het concert dient de toccatastijl van Bach als voorbeeld. Monnikendam past de uitspraak van Albert Schweitzer: “Het orgel moet spreken, niet de organist”, letterlijk toe. In 1956 schreef Monnikendam zijn Tweede Orgelconcert en in 1968 zijn derde. Het Derde Orgelconcert heeft een uitgebreide orkestpartij zonder strijkers, met dubbel hout, uitgebreid koper, zes pauken en uitgebreid slagwerk. Het werk werd vooral in Amerika heel positief ontvangen en regelmatig uitgevoerd.

### Orkestcomponist
Arbeid is het eerste orkestwerk dat Monnikendam schreef in 1931. Het is opgedragen en uitgevoerd door het Concertgebouworkest onder leiding van Willem Mengelberg. Het werk is sterk geïnspireerd door Pacific 231 van Arthur Honegger. Monnikendam noemt het werk een ‘dynamisch tableau’ van de havenstad Rotterdam, waar hij onder de indruk was gekomen van.... “de ‘dreigende elevators, stampende cilinders, flitsende reflectoren, gonzende motoren en al hetgeen in het zweet des aanschijns wordt voortgebracht”.
In 1950 verscheen Mouvements Symphonique en in 1954 de Symfonische Variaties over “Merck toch hoe sterck”.
Het Concert voor trompet, hoorn en orkest uit 1952 kan als een tegenhanger van de orgelconcerten worden beschouwd.

### Koorcomponist
Monnikendam voelt zich in de eerste plaats een tekst-verklanker. Hij behoort tot de betrekkelijk weinige componisten die nog geloof hechten aan een massale muziekwerking, zoals het klassieke oratorium dit kende. Monnikendam probeerde met zijn groots opgezette koorwerken met begeleiding van orkest een groot publiek in emotie te brengen en een beroep te doen op de geestelijke en muzikale activiteit van de uitvoerenden, uitgaande van elementaire muzische impulsen waarin de professionals (de orkestleden) en de amateurs (de koorleden) eensgezind zouden worden meegevoerd.
Monnikendam heeft drie keer het Te Deum getoonzet: in 1929, 1945 en 1960. De laatste is voor mannenkoor en orkest en is erg beïnvloed door Stravinsky en Orff. Slagwerk en ostinate basfiguren nemen in deze versie een belangrijke plaats in.
Monnikendam heeft twee keer het Magnificat getoonzet, een voor gemengd koor en een voor mannenkoor, beiden met sopraansolo en orkest.
Verder moet nog genoemd worden de Missa pro Defunctis, een sober, strak en diep doorklonken requiem, geschreven in 1961 voor de Nationale Dodenherdenking van de Tweede Wereldoorlog voor mannenkoor, altstemmen (jongenskoor), altsolo, orgel en slagwerk; het Veni, Sancti, Spiritus uit 1958 en het Veni Creator uit 1957 voor mannenkoor, orgel en koperblazers.

### Laatste opdrachten
Halverwege de jaren 70 schreef Monnikendam – vlak voor zijn overlijden in 1977 – nog twee aparte werken in opdracht.
De eerste – een opdracht van de Nederlandse regering - was Elckerlyc. Monnikendam maakte gebruik van de hertaling van Elckerlijc van Jan Engelman en schreef het voor koor, orgel en kamerorkest.
De tweede opdracht was Heart-Rhythm uit 1975, een opdracht van de Nederlandse Hartstichting ter gelegenheid van het Europees Cardiologencongres te Amsterdam. De Hartstichting kreeg het idee de deelnemers een grammofoonplaatje aan te bieden met een muziekstuk dat gebaseerd zou zijn op het ritme van de hartslag.
Monnikendam kreeg die opdracht. Het was een kolfje naar zijn hand, een muziekstuk opbouwen vanuit een ritmisch grondmotief. Hij wilde de opdracht een bredere strekking geven. Hij bedacht daarom het onderwerp in verband te brengen met de ruimtevaart. Een van de meest opzienbarende feiten destijds (begin jaren 70 van de twintigste eeuw) was het feit dat de menselijke hartslag voor het eerst buiten de aarde - op de maan – was te horen. Monnikendam maakte er een reis door de ruimte van, hetgeen hij aangaf met de ondertitel: "The beating of the heart into outer-space". Het werk werd verdeeld in vier gedeeltes. Het slagwerk en de pizzicato spelende contrabas spelen gedurende het hele stuk de hartslag. In het laatste deel versterkt een mannenkoor de achtergrond met sonore vierstemmige vocalises (geen tekst) en spreekt de declamator gedeeltes van het laatste bijbelboek ,de Apocalyps, uit waarin over een visioen verteld wordt.